# Miquel de Palol i Muntanyola
Miquel de Palol i Muntanyola (Barcellona, 2 aprile 1953) è uno scrittore e poeta spagnolo di lingua catalana.

## Biografia
Si fa conoscere con El jardí dels set crepuscles (Il giardino dei sette crepuscoli, 1992), ambientato in una Barcellona del futuro, minacciata da una guerra nucleare, scritto in un catalano fortemente espressivo, trasgressivo e baroccheggiante. Segue Igur Neblí (1994), testo costruito su mondi distanti ma paralleli, quello della realtà e quello del mito. Il romanzo El legislador (1997) è ambientato nel mondo dell'informazione, con i complessi meccanismi di potere che lo governano. Nel 2001 pubblica El Troiacord, un progetto in cinque volumi. Con Un uomo qualunque ha ottenuto il premio "Joanot Martorell" nel 2006.

## Opere tradotte in italiano
- Il giardino dei sette crepuscoli (traduzione italiana d'El jardí dels set crepuscles di Glauco Felici, Ed. Einaudi, 1999)
- Un uomo qualunque (traduzione italiana d'Un home vulgar di Patrizio Rigobon, Ed. Voland, 2009)